# Paola Abruzzo
Paola Abruzzo, all'anagrafe Maria Paola Abruzzo (Castellaneta, 25 aprile 1946), è un'attrice e regista italiana.

## Biografia
Primogenita dell'attore siciliano Michele Abruzzo, nacque prematuramente durante una tournée della compagnia teatrale Anselmi-Abruzzo. Dopo l'infanzia trascorsa a Roma per gli impegni cinematografici del padre, la famiglia tornò a vivere più stabilmente a Catania, città di origine della madre. Tra gli anni del liceo e quelli universitari, fece parte di gruppi teatrali sperimentali tramite i quali s'interfacciò sia con i classici del teatro che con gli autori allora più d'avanguardia (Ionesco, Camus, Betti, Boal): fu del 1964, ad esempio, la realizzazione di Sacco e Vanzetti di Mino Roli e Luciano Vincenzoni, l'opera teatrale da cui poi fu tratto l'omonimo film diretto da Giuliano Montaldo nel 1971. Parallelamente e negli anni a seguire, continuò l'attività artistica professionale anche al fianco del padre sia come attrice che, più grande, come sua aiutoregista: un esempio su tutti Il berretto a sonagli nel ruolo di Beatrice al fianco del padre interprete di Ciampa.
A partire dagli anni ottanta, fu interprete e regista nella sua città di alcuni dei testi più importanti dei fratelli De Filippo, tutti in originale napoletano: Quaranta, ma non li dimostra di Titina e Peppino (nel 1989, il suo debutto alla regia) e poi Filumena Marturano, Questi fantasmi!, Sabato, domenica e lunedì, Ditegli sempre di sì di Eduardo, tutte regie e interpretazioni riprese nel corso della sua carriera. In questi anni, si alternano, inoltre, collaborazioni lunghe e importanti con artisti del calibro di Massimo Mollica (nella sua regia del Liolà), di Arnoldo Foà (nell'adattamento teatrale de La roba diretto da Alfredo Mazzone, per le Rappresentazioni verghiane), di Carlo Croccolo (ne La giara con Michele Abruzzo) fino alla collaborazione decennale con Costantino Carrozza: con il Centro Stabile di Produzione "Quarta parete", da questi fondato e diretto, numerosi furono, infatti, i lavori, le tournée e le città italiane toccate sia con le fortunate repliche de L'eredità dello zio Buonanima di Antonino Russo Giusti che con vari testi di Shakespeare, Molière, Rosso di San Secondo, Pirandello, Čechov, Verga, Calvino, tutti con la regia di Carrozza. Nel 1990, col collega e amico Nino Musmarra, fondò la compagnia Il Ridotto, in attività fino al 1995, specialmente in giro per la Sicilia e dove si occupò quasi stabilmente anche di regia. 
Dopo la morte del padre, avvenuta nel 1996, fondò col fratello Dafni la compagnia Figli dell'Arte, della quale fu direttrice artistica e regista: si ricordano, in particolare, un innesto de Il Rosario di Federico De Roberto ne La casa di Bernarda Alba di Federico García Lorca, per il parallelismo narrativo dei due testi, e la Laude di Jacopone da Todi. Nel 2008, dopo lo scioglimento della compagnia e in seguito alla prematura scomparsa del fratello, la Abruzzo fondò una nuova compagnia a lui dedicata, Dafni appunto, che proponeva sia un repertorio già consolidato che lavori inediti: da Filumena Marturano a Così è (se vi pare), da Uno sguardo dal ponte a testi di Scarpetta o di Feydeau, dall'adattamento di Mandragola del Machiavelli (L'erba mandragula) alla realizzazione di testi da lei stessa composti o di nuovi commediografi. La compagnia ha chiuso i battenti nel 2018 e da allora la Abruzzo continua a lavorare in altri contesti. Le due realtà da lei create si caratterizzarono oltre che per l'intensa e variegata produzione teatrale anche per l'avvicinamento ai giovani del territorio, con lo scopo di rendere il teatro vivo, presente e sempre attuale, attraverso un costante operato di riscoperta dei classici e anche di messe in scena di nuovi e giovani autori. Negli anni ha lavorato anche per il cinema e la televisione , in special modo ne Il commissario Montalbano di Alberto Sironi al fianco di Luca Zingaretti e in Nati stanchi, primo lungometraggio di successo del duo siciliano Ficarra e Picone, nel ruolo della madre di Salvo.

## Teatro (elenco parziale)

### Attrice
- Il berretto a sonagli di Luigi Pirandello, regia di Michele Abruzzo (1973);
- L'aria del continente di Nino Martoglio, regia di Carlo Mangiù (1974);
- Malìa di Luigi Capuana, regia di Carlo Mangiù (1970-1975);
- Fiat voluntas Dei di Giuseppe Macrì, regia di Carlo Mangiù (1975);
- Liolà di Luigi Pirandello, regia di Massimo Mollica (1976);
- La roba di Giovanni Verga, regia di Alfredo Mazzone (1979);
- Filumena Marturano di Eduardo De Filippo, regia di Nino Musmarra (1982);
- L'eredità dello zio Buonanima di Antonino Russo Giusti, regia di Michele Abruzzo (1983);
- La giara di Luigi Pirandello, regia di Franco Calogero (1986);
- Le allegre comari di... Sicilia da William Shakespeare, regia di Costantino Carrozza (1988);
- Caccia al lupo di Giovanni Verga, regia di Costantino Carrozza (1988);
- La morsa di Luigi Pirandello, regia di Costantino Carrozza (1988);
- Annata ricca, massaru cuntentu di Nino Martoglio, regia di Michele Abruzzo (1989)[16];
- Canicola di Pier Maria Rosso di San Secondo, regia di Costantino Carrozza (1989);
- Il signor di Pourceaugnac di Molière, regia di Costantino Carrozza (1990);
- Una passeggiata tra le stelle (La volpe Giovannuzza, Massaro Verità, Re vanesio, Giufà) dalle Fiabe italiane di Italo Calvino, regia di Costantino Carrozza (1994);
- Come ridevano i nostri nonni da Nino Martoglio, regia di Costantino Carrozza (1995);
- Re Lear di William Shakespeare, regia di Costantino Carrozza (1998);
- Civitoti in pretura di Nino Martoglio, regia di Costantino Carrozza (1998);
- L'orso di Anton Čechov, regia di Costantino Carrozza (2001).

### Regista
- Quaranta, ma non li dimostra di Titina e Peppino De Filippo (1989);
- Sabato, domenica e lunedì di Eduardo De Filippo (1997);
- Laude di Jacopone Da Todi (1997, 1998);
- Quando il marito va a caccia di Georges Feydeau (1998);
- Filumena Marturano di Eduardo De Filippo (2000, 2005, 2010);
- Così è (se vi pare) di Luigi Pirandello (2003);
- Questi fantasmi! di Eduardo De Filippo (2007);
- Il Rosario di Federico De Roberto e La Casa di Bernarda Alba di Federico García Lorca (2007, 2013);
- Tre pecore viziose di Eduardo Scarpetta (2007);
- L'albergo del buon riposo di Saint Granier e Philippe Bonnières (2008, 2013);
- Assassinate la zitella di Giancarlo Pardini (2009);
- Uno sguardo dal ponte di Arthur Miller (2010);
- Madama Gardenia di Paola Abruzzo (2010);
- L'erba mandragula da Mandragola di Niccolò Machiavelli (2011, 2016);
- Ditegli sempre di sì di Eduardo De Filippo (2011);
- Lumie di Sicilia e Bellavita di Luigi Pirandello (2012);
- Un brutto difetto di Eduardo Scarpetta (2012);
- Comu 'u pani di casa (commedia in versi)[17] di Paola Abruzzo (2012);
- 'A canuscevanu tutti (da Assunta Spina di Salvatore Di Giacomo) di Paola Abruzzo (2013)[18];
- L'altro figlio di Luigi Pirandello (2017)[19].

## Filmografia

### Cinema
- Nati stanchi, regia di Dominick Tambasco (2002)[15];
- Agente matrimoniale, regia di Christian Bisceglia (2006)[20].

### Televisione
- Il commissario Montalbano, regia di Alberto Sironi:
  - Gatto e cardellino (2002)[11];
  - Amore (2018);
- I nostri figli, regia di Andrea Porporati (2018)[21].